# Tomilovo
Tomilovo (en rus: Томылово) és un poble de l'óblast d'Uliànovsk, a Rússia, que el 2010 tenia 670 habitants. Pertany al districte municipal de Kuzovàtovo.